# Juvigny (Alta Saboia)
Juvigny é uma comuna francesa na região administrativa de Auvérnia-Ródano-Alpes, no departamento da Alta Saboia. Estende-se por uma área de 2.71 km². Em 2010 a comuna tinha 9 044 habitantes (densidade: 3 337,3 hab./km²).